# Shōgakukan
Shōgakukan (小学館?, Shōgakukan) è una casa editrice giapponese che pubblica dizionari, saggi, narrativa, manga e DVD per bambini. La Shōgakukan ha fondato la Shūeisha, che a sua volta ha fondato la Hakusensha, società separate che insieme formano il gruppo Hitotsubashi, uno dei più grandi gruppi editoriali giapponesi.
La sede della Shōgakukan si trova a Hitotsubashi, nel quartiere di Chiyoda, a Tokyo. Gli altri editori del gruppo si trovano entrambi nel medesimo quartiere.
Dall'autunno 2009, insieme alla Shūeisha, pubblica, senza intermediari, manga direttamente in Europa. A partire da tale data inizia a proporre i primi titoli in Francia, pianificando però di espandere la loro azione al Regno Unito, alla Spagna ed agli altri paesi europei.
Insieme a Shūeisha ha fondato Viz Media, società che offre servizi digitali come l'applicazione Shonen Jump per la lettura di manga.

## Riviste pubblicate dalla Shōgakukan

### Riviste maschili

#### Riviste Kodomo
- CoroCoro Comic
- Bessatsu CoroCoro Comic
- CoroCoro Ichiban!

#### Riviste Shōnen
- Shonen Sunday
- Shōnen Sunday Super

#### Riviste Seinen
- Big Comic
  - Big Comic Original
  - Big Comic Superior
  - Big Comic Spirits
  - Big Comic Business
- Ikki
- Monthly Sunday Gene-X
- Weekly Young Sunday
- Violence Action

### Riviste femminili

#### Riviste Shōjo
- Betsucomi
- Cheese!
- Chuchu
- Ciao
- Petit Comic
- Pochette
- Shōjo Comic
- Cherry no manma

#### Riviste Josei
- Flowers
- Judy
- Petit Comic

## Manga pubblicati dalla Shōgakukan
- 7 Seeds
- Anagle Mole
- Carletto il principe dei mostri
- Dawn of the Arcana
- Detective Conan
- Doraemon
- Dororo
- Duel Masters
- H3 School! (Happy Hustle High)
- Hallelujah Overdrive
- Heads
- Inuyasha
- Kare First Love
- Kekkaishi - Professione acchiappademoni
- Kengan Ashura
- Kikaider
- Koakuma Cafe
- Komi Can't Communicate
- Konjiki no Gash Bell! (Zatch Bell!)
- La rivoluzione di Utena
- Lady Jewelpet
- L'eroe è morto!
- Life with an Ordinary Guy Who Reincarnated into a Total Fantasy Knockout
- Maison Ikkoku - Cara dolce Kyoko
- MÄR
- Meteorite Breed
- Midori no Hibi (Midori Days)
- Mobile Police Patlabor
- Monster
- Finché morte non ci separi
- Peep Hole
- O~i! Ryōma
- Love is Like a Cocktail
- Pluto
- Pokémon - La grande avventura
- Kenritsu Chikyū Bōeigun
- RahXephon
- Ranma ½
- Rekka no honō
- Rockman EXE (MegaMan)
- Saikano
- Selfish Fairy Mirumo de Pon (Mirmo!)
- Sobakkasu!
- Sonic the Hedgehog
- Sora wa Akai Kawa no Hotori
- SP: Security Police
- Spriggan
- Sprite
- Super Mario-Kun
- Togari
- Tottoko Hamutaro (Hamtaro)
- Urusei Yatsura (Lamù)
- Yaiba
- Yakitate!! Japan
- A Cruel God Reigns
- Girls Saurus
- Girls Saurus DX
- AR∀GO
- Call of the Night